# ليلى بن قاسم
ليلى بن قاسم هي رائدة أعمال اجتماعية تونسية. هي مؤسسة شركة بلو فيش، ومؤسسة العديد من المبادرات في النظام البيئي والثقافة التونسية من خلال انخراطها في المجتمع المدني التونسي. بن قاسم هي عضو منتخب في المجلس البلدي لبني خلاد منذ إجراء أول انتخابات بلدية لامركزية في تونس عام 2018.

## سيرة شخصية
درست بن قاسم الهندسة الطبية الحيوية في جامعة بوسطن. عملت في العديد من الشركات مثل IMM في تونس، Hewlett-Packard في ألمانيا، Assada Medical في ليبيا.
في عام 2006، بدأت المشروع الاجتماعي Blue Fish لمساعدة الحرفيين التونسيين وخاصة النساء منهم، على تصدير وتطوير أعمالهم. في عام 2009، أنشأت مؤسسة صوغة في صندوق خليفة لتطوير المشاريع في أبو ظبي. شغلت منصب مدير أول في صندوق خليفة لتطوير المشاريع، حيث ساعدت الحرفيات الإماراتيات في تطوير مؤسساتن المحلية قررت العودة إلى تونس عام 2013.
في عام 2013، أسست ليلى دار بن قاسم، وهو فندق صغير ومؤسسة اجتماعية. الهدف الرئيسي لبيت الضيافة هو المساهمة في تطوير مدينة تونس. انتخبت بن قاسم، بين الفترة 2014-2016، كعضو في مجلس إدارة جمعية الضيافة التي تتعامل مع شبكة الفنادق البوتيك في تونس. قبل ذلك، كانت عضوًا في مجلس إدارة CJD (Centre des Jeunes Dirigeants) - مركز الرؤساء التنفيذيين الشباب حتى عام 2009.

### المشاركة المدنية والتغيير الاجتماعي
تعرف بن قاسم بأنها محفزة اجتماعية ثقافية. شاركت في العديد من المبادرات الثقافية لإحياء مدينة تونس وضمان تنميتها المستدامة. في عام 2015 لعبت ليلى دور فاعل في المجتمع المدني من خلال إعادة إحياء جمعية الرشيدية في الذكرى الثمانين لتأسيسها، ثم انضمت إلى مبادرات ثقافية أخرى مثل جورنال دي لا ميدينا، ومشروع ويكيبيديا الوطني ومهرجان الضوء الأول في تدخل أفريقيا.
في عام 2015 قادت حملة وطنية لإحياء صناعة نبات الشاشيا واستخدامه. شغلت ليلى منصب رئيس جمعية المحافظة على بني خليل من 2015 حتى 2018. وهي عضو مؤسس لجمعية Ultramarathon في تونس منذ عام 2017 حيث نظمت أول Ultramarathon، UltraMirage في نفطة في جنوب تونس.
في عام 2017، أسست بن قاسم أول مساحة عمل مشترك في مدينة تونس، بعنوان دار الحركة، والمقصود منها أن تكون مركزًا للصناعات الإبداعية. انضمت بن قاسم إلى آمنة ميزوني في تأسيس منظمة المواطنة الرقمية لتعزيز معارف ومهارات رائدات الأعمال.
ترشحت بن قاسم لمنصب مدني في الانتخابات البلدية التونسية 2018، ضمن قائمة المرشحين المستقلين تحت شعار «قدوة خير - غدا أفضل». انتخبت لعضوية بلدية بني خليل. في وقت لاحق، تم تعيينها رئيسة للجنة المالية. كما انضمت إلى شبكة المرشدات البلديات في منطقة المغرب العربي إلى جانب سعاد عبد الرحيم ومستشارات بلديات أخريات.

### جوائز
تلقت بن قاسم جائزة فاطمة الفهرية عام 2017. في نفس العام، حصلت أيضًا على جائزة رائدات الأعمال في القطاع الثقافي. قبل ذلك، في أكتوبر 2017، أصبحت زميلة في منظمة Ashoka لرواد لأعمل الإجتماعية.

## روابط خارجية
- موقع بلو فيش